# Ligue mondiale de volley-ball 1991
Navigation
Édition précédente Édition suivante
Ligue mondiale de volley-ball 1991

## Généralités
Cette édition de la Ligue mondiale a opposé dix équipes. L'Italie, vainqueur, a remporté le prix de $2 millions.

## Tour intercontinental

### Poule A
| Poule A  | Pts | Joués | Gagnés | Perdus | SP | SC |
| Cuba     | 31  | 16    | 15     | 1      | 46 | 13 |
| Pays-Bas | 28  | 16    | 12     | 4      | 39 | 20 |
| Brésil   | 24  | 16    | 8      | 8      | 32 | 32 |
| France   | 19  | 16    | 3      | 13     | 18 | 42 |
| Canada   | 18  | 16    | 2      | 14     | 17 | 45 |

### Poule B
| Poule A      | Pts | Joués | Gagnés | Perdus | SP | SC |
| Italie       | 30  | 16    | 14     | 2      | 46 | 14 |
| URSS         | 27  | 16    | 11     | 5      | 41 | 24 |
| États-Unis   | 22  | 16    | 6      | 10     | 24 | 38 |
| Japon        | 21  | 16    | 5      | 13     | 22 | 38 |
| Corée du Sud | 20  | 16    | 4      | 12     | 19 | 38 |

## Final Four (MilanItalie)

### Demi-finales
- Cuba 3-2  URSS (15-8 10-15 15-11 12-15 15-12)
- Italie 3-2  Pays-Bas (12-15 10-15 16-14 15-5 15-7)

### Finales
- Finale 3-4 :  URSS 3-1  Pays-Bas (15-12 10-15 15-13 15-8)
- Finale 1-2 :  Italie 3-0  Cuba (16-14 15-12 15-13)

## Classement final
| Place              | Équipe       |
| ------------------ | ------------ |
| Médaille d'or      | Italie       |
| Médaille d'argent  | Cuba         |
| Médaille de bronze | URSS         |
| 4                  | Pays-Bas     |
| 5                  | Brésil       |
| 6                  | États-Unis   |
| 7                  | Japon        |
| 8                  | France       |
| 9                  | Corée du Sud |
| 10                 | Canada       |

## Distinctions individuelles
- MVP : Andrea Zorzi  Italie
- Meilleur attaquant : Ron Zwerver  Pays-Bas
- Meilleur passeur : Jung Chul-shin  Corée du Sud
- Meilleur central : Martin Van del Horst  Pays-Bas
- Meilleur serveur : Ron Zwerver  Pays-Bas
- Meilleur réceptionneur : Scott Fortune  États-Unis
- Meilleur esprit : Scott Fortune  États-Unis